# 信濃ワイン
信濃ワイン株式会社（しなのワイン、英: SINANO WINE CO., LTD.）は、長野県塩尻市大字洗馬にあるワインメーカーである。

## 概要
1916年（大正5年）、初代の塩原兼一が長野県塩尻市桔梗ヶ原の農園でブドウを栽培したのが始まり。二代目の塩原武雄がジュースとワインを製造、生ブドウの出荷を行いながら、東京や名古屋などに販路を拡大した。1955年（昭和30年）頃から、国産100%ジュースの製造を始めた。その後、三代目の塩原博太は、ワインの醸造を開始するとともに、見学が出来るワイナリーを建設した。現在の四代目塩原悟文は、東京農業大学農学部醸造学科を卒業後、ミシガン州立大学に留学、ブドウ園芸学・醸造学・発酵工学などを学んだ。帰国後、地元塩尻でワインを造っている。
塩原悟文は、中信地方のワイナリーで作る中信葡萄加工事業協同組合の理事長を務め、エノログ（Enologue 醸造技術管理士）として後進の指導に当たっている。

## 沿革
- 1916年（大正5年） - 初代の塩原兼一は、塩尻市桔梗ヶ原でブドウの栽培を始める。
- 1955年（昭和30年）頃 - 二代目の塩原武雄は、ジュースとワインの製造を始める。
- 年代不詳 - 三代目の塩原博太は、ワインの醸造を始め、ワイナリーを建設した。
- 2017年（平成29年） - 現在、四代目の塩原悟文は、中信葡萄加工事業協同組合の理事長を務めている[1]。

## 利用情報
- 営業時間 - 年中無休、午前8時30分 - 午後5時、但し 1月1日 - 3日 休日
- 工場見学 - 可能 無料、団体（10名以上）地下セラー他にて、説明付きのワインも試飲付（9月・10月は事前予約必要）
- 試飲 - ワイン（無料、有料）、ブランデー（有料）[3]

## 受賞歴
「日本ワインコンクール（Japan Wine Competition）」
- 第4回 2006年（平成18年）金賞受賞[5]
  - 欧州系・赤、最優秀カテゴリー賞「信濃 樽熟 メルロー 2004」

## 交通アクセス
- 鉄道 -  JR中央線 - 塩尻駅より路線バス
- 路線バス -  塩尻市地域振興バス洗馬線 - 塩尻駅より「中原」停留所下車徒歩約5分
- 乗用車 - 中央自動車道 塩尻インターチェンジより車で10分